# Theix
Theix korábbi község Franciaországban, Morbihan megyében. Lakosainak száma 6946 fő (2013). Theix Treffléan, Sulniac, Lauzach, La Trinité-Surzur, Surzur, Noyalo, Séné, Vannes és Saint-Nolff községekkel határos.
2016. január 1-jén Noyalo korábbi községgel egyesült és az így létrejött Theix-Noyalo új község része lett.

## Népesség
A település népessége az elmúlt években az alábbi módon változott:
| Lakosok száma | 1858 | 1808 | 2154 | 3521 | 4435 | 5029 | 6794 | 6946 |
|               | 1962 | 1968 | 1975 | 1982 | 1990 | 1999 | 2008 | 2013 |